# Nervdagmossa
Nervdagmossa (Ephemerum sessile) är en bladmossart som beskrevs av C. Müller 1848. Nervdagmossa ingår i släktet dagmossor, och familjen Ephemeraceae. Enligt den finländska rödlistan är arten nationellt utdöd i Finland. Artens livsmiljö är odlingsmark. Inga underarter finns listade i Catalogue of Life.